# Бертольд III (герцог Церинген)
Бертольд III (нем. Berthold III.; умер 3 мая 1122) — герцог Церинген с 1111 года.

## Биография
Бертольд III в 1111 году наследовал своему отцу, Бертольду II. Он поддержал императора Генриха V и сыграл важную роль в Вормсском конкордате. Он убит при осаде города Мольсем. Его брат Конрад стал преемником.
Бертольд III был женат на Софии Баварской, дочери герцога Баварии Генриха Чёрного.